# Витциг, Кристиан
Кристиан Витциг (нем. Christian Witzig; родился 9 января 2001 года, Мюнстерлинген, Швейцария) — швейцарский футболист, полузащитник клуба «Санкт-Галлен».

## Клубная карьера
Кристиан Витциг — воспитанник «Тегервилена», «Мюнхвилена», «Виля» и «Санкт-Галлена». За вторую команду последних дебютировал 11 ноября 2017 в матче против «Госсау». Свой первый гол за вторую команду забил в ворота «Косова (Цюрих)». За «Санкт-Галлен» дебютировал 27 ноября 2021 года в матче против «Сьона». Из-за неизвестного повреждения пропустил 131 день. Первый гол за основу «Санкт-Галлена» забил в ворота «Лугано». Из-за перелома руки пропустил 24 дня.

## Карьера в сборной
За сборные Швейцарии до 15, 16 и 17 лет сыграл 9 матчей, где забил 1 гол (в ворота Словакии). Был включён в заявку сборной на чемпионат Европы до 17 лет 2018 года, однако на турнире не сыграл ни матча.